# Kirgizistans herrlandslag i fotboll
Kirgizistans herrlandslag i fotboll spelade första matchen i Tasjkent den 23 augusti 1992 under centralasiatiska mästerskapet, och förlorade med 0-3 mot Uzbekistan.

## Historik
Kirgizistans fotbollsförbund bildades 1992 och är medlem av Fifa och AFC.

### VM
- 1930 till 1990 - Del av Sovjetunionen
- 1994 - Deltog ej
- 1998 till 2018 - Kvalade inte in

I kvalet till VM i Tyskland 2006 åkte man ut i första omgången. I förkvalet hade man slagit ut Pakistan med sammanlagt 6-0.

### Asiatiska mästerskapet
- 1956 till 1992 - Deltog ej - del av Sovjetunionen
- 1996 till 2004 - Kvalade inte in
- 2007 - Deltog ej
- 2011 till 2015 - Kvalade inte in
- 2019 - Åttondelsfinal

### AFC Challenge Cup
- 2006 - Semifinal
- 2008 - Kvalade inte in
- 2010 - Gruppspel
- 2012 - Kvalade inte in
- 2014 - Gruppspel

Åkte ut i semifinalen efter 0-2 mot Tadzjikistan. Ingen match om tredje plats.

### Asiatiska spelen
- 1951 till 1990 - Deltog ej - del av Sovjetunionen
- 1994 - Deltog ej
- 1998 - Deltog ej
- 2002(1) - Deltog ej
- 2006(1) - n/a

### Västasiatiska mästerskapet
- 2000 - Första omgången
- 2002 - Deltog ej
- 2004 - Deltog ej
- 2006 - Deltog ej